# Malankara Jacobitisch-Syrisch-Christelijke Kerk
De Malankara Jakobitisch Syrisch Christelijke Kerk of de Malankara Syrisch-orthodoxe Kerk is een autonome kerk in Kerala, India binnen de Syrisch-orthodoxe Kerk van Antiochië. Aan het hoofd van de kerk in India stond, tot zijn overlijden in oktober 2024, de katholikos Baselius Thomas I. Zij erkennen de Syrisch-orthodoxe patriarch Ignatius Aphrem II Karim echter wel als haar wettige en hoogste kerkleider.

## Geschiedenis
De geschiedenis van de Malankara Jakobitisch Syrisch Christelijke Kerk gaat terug naar de tijd waarin volgens de traditie de apostel Thomas het christendom in India introduceerde. In de derde eeuw waren vele Syrische christenen op missie in India. Vooral de Nestoriaanse Kerk heeft, vanaf de 5e - 6e eeuw, op grote schaal missioneringswerk in India verricht.
In 1498 begon de Rooms-Katholieke Kerk te evangeliseren met de komst van de Portugees Vasco da Gama. De kerk in India scheurde in tweeën in een deel dat verbonden bleef aan de kerk van Rome. Het andere deel sloot zich aan bij de Syrisch-orthodoxe Kerk als protest tegen de latinisering na de vereniging met de Rooms-Katholieke Kerk in 1599. De met Rome geünieerde Kerk bestaat thans nog onder de naam Syro-Malabar-Katholieke Kerk.
In 1912 kende de (orthodoxe) Malankara kerk wederom een schisma. Door een uit de hand gelopen meningsverschil tussen de bisschop Mor Dionysius Wattesseril met de toenmalige Syrisch-orthodoxe patriarch Mor Ignatius Abdallah II, verklaarde een groep zich autocefaal en noemde zich de Orthodox Syrische Kerk van Malabar. In 1934 veranderde deze kerk haar naam in de Malankaarse Syrisch-Orthodoxe Kerk.
De gelovigen die trouw bleven aan het Syrisch-orthodoxe patriarchaat werden door hun tegenstanders Bava Kakshi (partij van de patriarch) genoemd. De groep die zich autocefaal verklaarde werden op hun beurt weer Methran Kakshi (partij van de bisschop) genoemd. Om zich te onderscheiden van de Methran Kakshi, ging de Syrisch-orthodoxe Kerk in India de naam "Jakobitisch" gebruiken, naar de (her)stichter van de Syrisch-orthodoxe Kerk, Jacobus Baradaeus. De Syrisch-orthodoxe Kerk stond namelijk ook wel bekend als de Jakobitische Kerk.

## Huidige situatie
Momenteel telt de Jakobitisch Syrisch Christelijke Kerk 1.100.000 gelovigen. Deze kerk in India kan men in drie groepen verdelen waarvan één ondergeschikt is aan de katholikos en twee rechtstreeks aan de patriarch van Antiochië.